# Carolina Upegui Quevedo
Carolina Upegui Quevedo (Medellín, 16 de marzo de 1989) es una deportista colombiana, que inició su carrera en el patinaje de velocidad sobre patines en línea, obteniendo siete títulos mundiales en esta disciplina deportiva. Obtuvo su primer título mundial en Patinaje de velocidad en el mundial de Italia en 2004.
En 2015 inicia su carrera en el ciclismo, participando en los Juegos Deportivos Nacionales de Colombia 2015 y ganando la medalla de plata en la prueba de tres kilómetros persecución femenina por equipos.
Actualmente es ciclista del Colnago CM Equipo Ciclista Femenino, cofundadora y General manager del equipo.

## Carrera deportiva
Carolina Upegui, inició su carrera deportiva desde muy temprana edad, practicando varios deportes, como la natación, el ciclismo y el baloncesto, en este último, hizo parte en la selección departamental de Antioquia.
A los ocho años decidió practicar el patinaje y según una entrevista realizada en 2013, ella confiesa: “Entré a la escuela de patinaje de la Liga de Antioquia y ese fue el deporte que más me gustó, por la velocidad, lo que hizo que me decidiera a quedarme en él”, consiguió siete títulos mundiales en Patinaje de velocidad sobre patines en línea.
Fue convocada en ocho ocasiones para formar parte de la Selección Colombia de Patinaje de velocidad, combinando la práctica del patinaje, ciclismo y sus estudios de licenciatura.
En 2015 decide iniciar su carrera profesional en ciclismo, consiguiendo en ese mismo año su primer campeonato nacional colombiano en la modalidad Ciclismo en pista.
Como ciclista profesional desde 2015 ha participando en tres competiciones categoría UCI; el UAE Tour 2020, la Vuelta a la Comunidad Valenciana 2019 y la Vuelta a Colombia.

## Estudios
Se licenció como Profesional en el Deporte en el Politécnico Colombiano Jaime Isaza Cadavid.
Master en gestión deportiva en Valencia España. 
En sus palabras, para una entrevista en RollenLinea, diario deportivo de patinaje: "No comparto dejar los estudios a un lado ya que la vida de un deportista es corta y se ha visto que es posible atender a las dos responsabilidades sin perjudicar el rendimiento; por que habemos campeones mundiales y hacemos ambas cosas".

## Campeonatos mundiales
- Campeona del Mundo Patinaje de Velocidad (Italia, 2012)
- Campeona del Mundo Patinaje de Velocidad (España, 2008. Record Mundial  20.000 m / 32m01s836 ruta)
- Campeona del Mundo Patinaje de Velocidad (Corea del Sur, 2006)
- Campeona del Mundo Patinaje de Velocidad (China, 2005)
- Campeona del Mundo Patinaje de Velocidad (Italia, 2004)